# Cohors II Raetorum (Germania)

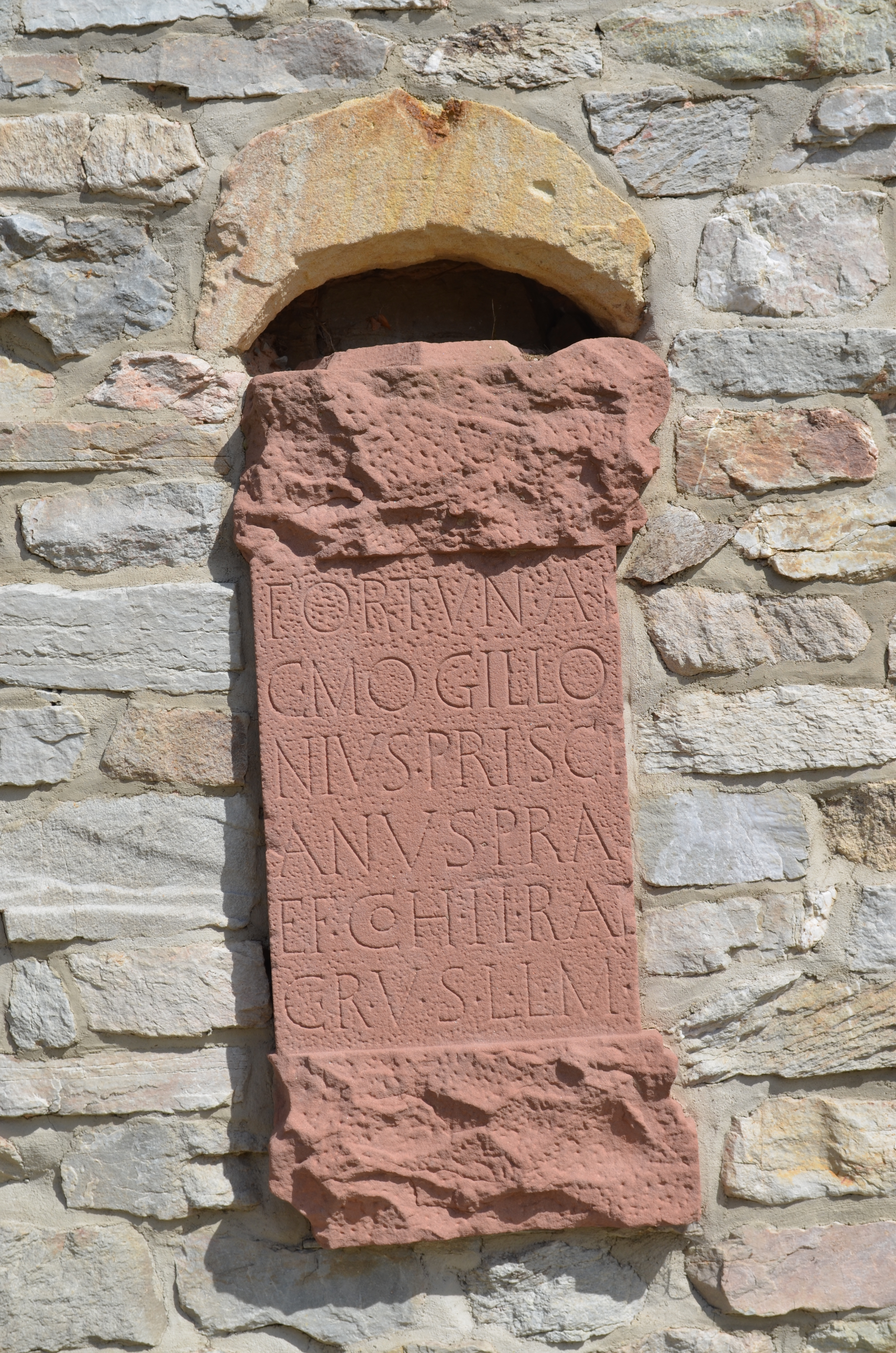
Die Weihinschrift des Präfekten Gaius Mogillonius Priscianus

Die Cohors II Raetorum [civium Romanorum] [Antoniniana] [Severiana] (deutsch 2. Kohorte der Räter [der römischen Bürger] [die Antoninianische] [die Severianische]) war eine römische Auxiliareinheit. Sie ist durch Militärdiplome, Inschriften und Ziegelstempel belegt. Die Kohorte ist mit der in verschiedenen Inschriften aufgeführten Cohors Raetorum et Vindelicorum identisch.

## Namensbestandteile
- Cohors: Die Kohorte war eine Infanterieeinheit der Auxiliartruppen in der römischen Armee.

- II: Die römische Zahl steht für die Ordnungszahl die zweite (lateinisch secunda). Daher wird der Name dieser Militäreinheit als Cohors secunda .. ausgesprochen.

- Raetorum: der Räter. Die Soldaten der Kohorte wurden bei Aufstellung der Einheit aus dem Volk der Räter auf dem Gebiet der römischen Provinz Raetia rekrutiert. Die Hilfstruppeneinheiten der Räter wurden laut Tacitus zu zwei verschiedenen Zeitpunkten aufgestellt: nach der Eroberung Raetiens um 15 v. Chr. sowie um 70 n. Chr. in Folge des Helvetieraufstands.[1]

- civium Romanorum: der römischen Bürger bzw. mit römischen Bürgerrecht. Den Soldaten der Einheit war das römische Bürgerrecht zu einem bestimmten Zeitpunkt verliehen worden. Für Soldaten, die nach diesem Zeitpunkt in die Einheit aufgenommen wurden, galt dies aber nicht. Sie erhielten das römische Bürgerrecht erst mit ihrem ehrenvollen Abschied (Honesta missio) nach 25 Dienstjahren. Der Zusatz kommt in Militärdiplomen, Inschriften und  Ziegelstempel vor.

- Antoniniana: die Antoninianische. Eine Ehrenbezeichnung, die sich auf Caracalla (211–217) bezieht. Der Zusatz kommt in der Inschrift (CIL 13, 7465) vor.

- Severiana: die Severianische. Eine Ehrenbezeichnung, die sich auf Severus Alexander (222–235) bezieht. Der Zusatz kommt in der Inschrift (CIL 13, 7466) vor.

Da es keine Hinweise auf die Namenszusätze milliaria (1000 Mann) und equitata (teilberitten) gibt, ist davon auszugehen, dass es sich um eine reine Infanterie-Kohorte, eine Cohors (quingenaria) peditata, handelt. Die Sollstärke der Einheit lag bei 480 Mann, bestehend aus 6 Centurien mit jeweils 80 Mann.

## Geschichte
Die Cohors Raetorum et Vindelicorum ist durch mehrere Inschriften für das frühe 1. Jhd. belegt. Aus dieser Kohorte gingen wohl die Cohors II Raetorum civium Romanorum und die Cohors I Vindelicorum hervor.
Der erste gesicherte Nachweis der Einheit in der Provinz Germania beruht auf einem Militärdiplom, das auf das Jahr 82 n. Chr. datiert ist. In dem Diplom wird die Kohorte als Teil der Truppen (siehe Römische Streitkräfte in Germania) aufgeführt, die in der Provinz stationiert waren. Weitere Diplome, die auf 90 bis 134 datiert sind, belegen die Einheit in Germania superior.

## Standorte
Standorte der Kohorte in Germania Superior waren:
- Aquae Mattiacorum
- Kastell Butzbach
- Kastell Saalburg

Ziegel mit Stempeln wie COH II RAET und COH II RAE C R wurden in Butzbach, Friedberg und Saalburg gefunden (CIL 13, 12453, CIL 13, 12454, CIL 13, 12455).

## Angehörige der Kohorte
Folgende Angehörige der Kohorte sind bekannt.

### Kommandeure
| - Gaius Attius Alfianus Lucilius Ruga, ein Präfekt - C(aius) Licinius C[]: er wird auf dem Diplom von 116 als Kommandeur der Kohorte genannt. - Gaius Mogillonius Priscianus, ein Präfekt - Q(uintus) A[] []ndr[us] (CIL 13, 7452) | - Quintus Asinius Acilianus, ein Präfekt - [S]extiu[s] [V]ictor, ein Präfekt (CIL 13, 7445, CIL 13, 7460) - [T]ib(erius) Cl(audius) Candidus (CIL 13, 7453) - T(itus) Fl(avius) Sil[] (CIL 13, 7456) |

### Sonstige
| - Alinia() Atte[]i() [] (CIL 13, 7450) - C(aius) Iul(ius) Cleme(n)s, ein Veteran (CIL 13, 7583) - C(aius) Iul(ius) Sabinus, ein Centurio (CIL 13, 7583) - Capito, ein Veteran (CIL 13, 7246) - Cl(audius) Celer, ein Centurio (CIL 13, 7447) - Cn(aeus) Cornelius [], ein Soldat: das Diplom von 116 wurde für ihn ausgestellt. - Cuses (CIL 13, 7048) | - Lucius Augustius Iustus, ein Centurio - Nunadus, ein Soldat (AE 1940, 114) - Primius Auso, ein Optio (CIL 13, 7448) - Q(uintus) Vibius A(u)gustus, ein Soldat (CIL 13, 7584) - Silvinius Attus, ein Centurio (CIL 13, 7449) - Sterio, ein Soldat (AE 1940, 115) |